# Porodično stablo (album)
Porodično stablo je sedmi samostalni studijski album Arsena Dedića iz 1976. godine, kojeg izdaje diskografska kuća Jugoton.

## Sadržaj albuma
1. "Što Je Pjesma Meni" - 03:05
2. "Moj Zanat" - 04:18
3. "Vrijeme Ironije" - 03:16
4. "Kad Sam Te Vidio" - 04:01
5. "Porodično Stablo" - 04:21
6. "Vuk U Jagnjećoj Koži" - 03:15
7. "Moj Stari I Ja" - 04:36
8. "Balada O Parkingu" - 03:10
9. "Iva" - 04:06
10. "Nisam Vise Onaj Stari" - 03:05

- Aranžer: Kornelije Kovač
- Prateći Vokali: Gabi Novak, Ksenija Erker, Zdenka Kovačiček, Zlata Miletić i Zvezdana Sterle
- Producent i tekstovi: Arsen Dedić

## Zanimljivosti
- Dokumentarni film režisera Mladena Matičevića iz 2014 godine o Arsenu Dediću, nosi naziv "Moj Zanat", po pesmi sa ovoga albuma.